# コーヤンブットゥール・ポッラーッチ線

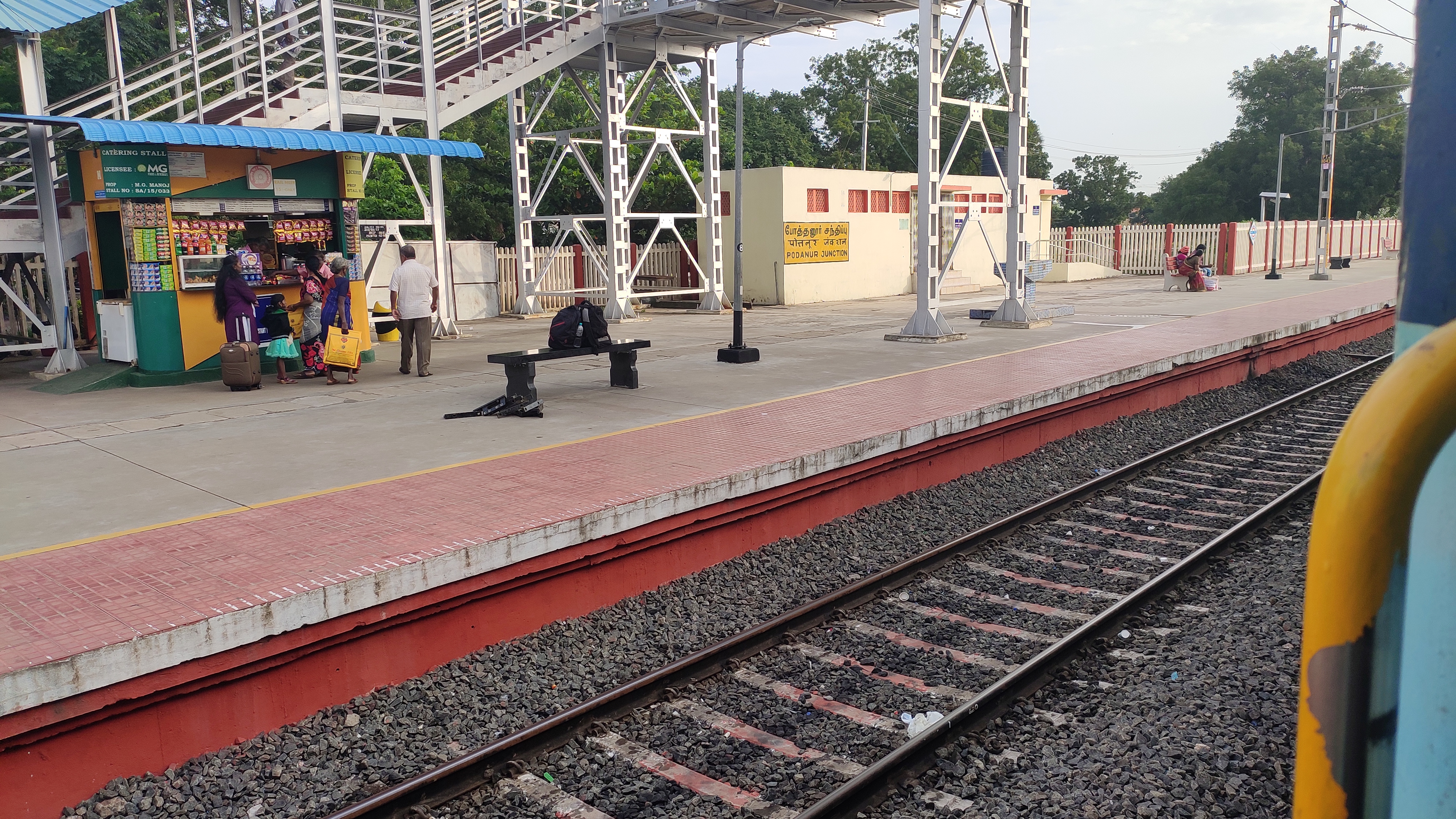
ポーッタヌール連絡駅

コーヤンブットゥール・ポッラーッチ線は、タミル・ナードゥ州コーヤンブットゥール県のコーヤンブットゥール連絡駅から同州同県のポッラーッチ連絡駅までを結ぶ、インド南部鉄道の鉄道路線である。

## 路線データ
- 路線距離：46km
- 軌間：1000mm (狭軌)
- 駅数：4駅（起終点駅含む）

## 列車種別
パーラッカードゥ・マーナーマドゥライ線直通の普通、快速、急行列車が運行されている。
- 普通列車 : 771, 772, 775, 776
- 快速列車 : 777, 778
- 急行列車 (コーヤンブットゥール発ラーメーシュヴァラム行) : 6715
- 急行列車 (コーヤンブットゥール・マドゥライ発着) : 6707, 6708, 6716

## 駅名及び停車駅
| 駅名                                       | 駅間所要時間 | 普通 | 快速 | 急行 | 接続路線等                                                    | 所在地                                     | 所在地 |
| ------------------------------------------ | ------------ | ---- | ---- | ---- | ------------------------------------------------------------- | ------------------------------------------ | ------ |
| コーヤンブットゥール連絡駅 (COIMBATORE JN) | --           | ●    | ●    | ●    | ジョラールペーッタイ・エルナークラム線・ウダカマンダラム線    | タミル・ナードゥ州・コーヤンブットゥール県 |        |
| ポーッタヌール連絡駅 (PODANUR JN)          | 12分         | ●    | ●    | ●    | ジョラールペーッタイ・エルナークラム線                        | タミル・ナードゥ州・コーヤンブットゥール県 |        |
| キナットゥッカダヴ駅 (KINATTUKADAVU)       | 24分         | ●    | ●    | ｜   |                                                               | タミル・ナードゥ州・コーヤンブットゥール県 |        |
| ポッラーッチ連絡駅 (POLLACHI JN)           | 31分         | ●    | ●    | ●    | パーラッカードゥ・マーナーマドゥライ線 (普通、快速、急行直通) | タミル・ナードゥ州・コーヤンブットゥール県 |        |